# Verträglichkeit (Psychologie)
Verträglichkeit (englisch agreeableness) ist eine der fünf zentralen Dimensionen im Fünf-Faktoren-Modell (FFM) der Persönlichkeit. Personen, die verträglich sind, zeichnen sich durch Altruismus und Hilfsbereitschaft aus. Hohe Werte bei diesem Persönlichkeitsmerkmal sind charakterisiert durch Adjektive wie mitfühlend, nett, warm, vertrauensvoll, hilfsbereit, kooperativ und nachsichtig. Menschen mit niedrigen Werten werden als streitbar, egozentrisch, gegensätzlich und misstrauisch gegenüber den Absichten anderer  beschrieben. Sie verhalten sich eher wettbewerbsorientiert als kooperativ.
Die verträgliche Seite der Dimension scheint sozial erwünschter zu sein. Dennoch darf nicht vergessen werden, dass die Fähigkeit, für eigene Interessen zu kämpfen, in vielen Situationen hilfreich ist. So ist Verträglichkeit im Gerichtssaal nicht unbedingt eine Tugend.
Die Messung der Verträglichkeit erfolgt über Persönlichkeitstests. Ein sehr verbreiteter Test ist der NEO-FFI bzw. NEO-PI-R nach Costa & McCrae (vgl. Amelang & Bartussek, 2004). Eine aktuelle Entwicklung ist das „Trierer Integriertes Persönlichkeitsinventar“.